# Sattelberg (Grazer Bergland)
Der Sattelberg ist ein bis zu 1088 m ü. A. hoher, verkarsteter Bergrücken des Grazer Berglandes zwischen der Weizklamm im Osten und der Raabklamm im Westen des Bezirks Weiz in der Steiermark.
Die lokale Bevölkerung benutzt bei der Bezeichnung dieses Bergrückens den Plural, also die Sattelberge, da es vier, von weitem sichtbare, Erhebungen gibt, wobei drei davon das Suffix „-sattel“ tragen.  
Vor dem Bau der Weizklammstraße im Jahr 1877  war der Übergang über den Wachthaussattel die wichtigste Verbindung von Passail nach Weiz, da der Weg durch das Bachbett des Weizbaches entlang der Weizklamm sehr mühsam war. 
Mehrere kleine Almen und Weiden befinden sich auf nahezu allen Erhebungen des Sattelberges, werden jedoch, im Gegenzug zur Holznutzung, nur von den Bewohnern südlich des Berges benutzt.

## Gliederung
Die einzelnen Erhebungen des Sattelbergs sind von Nordost nach Südwest:
- Wolfsattel, 1080 m, Langgestreckter Höhenrücken zwischen Weizklamm und dem Kreuz am Wachthaussattel
- Wachthaussattel, 950 m, Name des ersten Bergsattels

Die Erhebung südwestlich des Bergsattels trägt ebenfalls den Namen Wachthaussattel und ragt zirka 100 Meter über den Bergsattel hinaus.  
- Lärchsattel, 1088 m, Name des zweiten Bergsattels sowie der Erhebung südwestlich davon, die zugleich auch die höchste Erhebung des Sattelberges ist.
- Gösser, 1030 m, Name der Erhebung die markant entlang der Gösserwand Richtung Raabklamm  und Arzberg abfällt

## Geschichte
An der Stelle des Kreuzes am Wachthaussattel auf 950 Meter Seehöhe war bereits im Mittelalter die Grenze der Herrschaften Stubenberg – Stubegg und der Pfarren Weizberg – Passail. Zur Zeit des Vordringens der Osmanen Richtung Mitteleuropa (Türkenkriege) sowie der Pestzeit wurde um 1665 von Wolf von Stubenberg an dieser Grenze ein Wachthaus errichtet. Um diese Zeit entstand auch das Kreuz, welches seitdem als Wallfahrerstation dient.  

## Tourismus
Mehrere Wanderwege führen über oder entlang des Sattelberges, so zum Beispiel der Naaser Höhlenweg (über) oder der Montanhistorische Lehrpfad (entlang). Die Sattelberge bieten an verschiedenen Stellen sehr gute Sichten in die südliche Oststeiermark, die Raab- und Weizklamm sowie in den Passailer Kessel. 
Die Schauhöhlen Grasslhöhle und Katerloch befinden sich auf der Südseite des Berges. 